# Sotarpojken
Sotarpojken (tysk originaltitel: Die schwarzen Brüder, De Svarta Bröderna) är en ungdomsbok från 1941 av den tyska författaren Lisa Tetzner.

## Resumé
Boken börjar sensommaren 1838 i Sonogno i Schweiz. Den handlar om pojken Giorgio. Han bor i ett litet hus tillsammans med sin mamma Eufrosyne, pappa Roberto, farmor, sina två tvillingbröder och med familjens djur. De bor i byn Sonogno i Verzascadalen och genom den rinner Verzascabäcken. Där bor också hans kompis Anita och djur som Giorgio fångat själv.
En dag när Giorgio är ute med sin mamma på åkern dyker en orm upp. Giorgio vet att den är farlig och räddar sin mamma ifrån den.
En dag kommer en man, Antonio Luini, på besök till dalen och ber att få tala med Giorgios far. Mannen kallas ”Mannen med ärret” och vill ta med sig Giorgio till Milano, där Giorgio ska få arbeta som sotarpojke i ett halvt år innan han skickas hem igen. Det vill inte Giorgios far gå med på; han har hört talas om hur sotarpojkar egentligen hade det där borta i Milano. Det är ett hemskt arbete och många pojkar blir fruktansvärt sjuka och dör. Mannen med ärret säger att Giorgios by ska drabbas av olycka. När mannen med ärret har gått så får byn olycka precis som han sa. Det blir torka, frosten kommer innan man har hunnit skörda vinrankorna, det börjar brinna, grävlingar river upp majsen och säden, ett får dör, en killing håller på att bli uppäten av en örn och Giorgios mamma bryter benet.
Ett år senare kommer mannen med ärret tillbaka och den här gången blir Giorgio såld, eftersom familjen behöver pengar till en doktor. Hans mamma har fortfarande ont i sitt brutna ben. Direkt efter det att Giorgio hade sålts  började det regna som det inte hade gjort på länge.
När Giorgio ska åka båt över till Milano träffar han andra sotarpojkar som också ska till samma stad. När de hade kommit en bit blir det storm och båten sjunker. Giorgio och hans kompis Alfredo räddar mannen med ärret och simmar iland. Sedan får de gå till Milano. När de är framme så får Giorgio sova en natt i en källare med sin kompis Alfredo innan denne säljs till en gubbe som kallas "Citronansiktet". Giorgio säljs till en sotarmästare som heter Batista Rossi. 
Mäster Rossi har en mycket elak fru; hon har en son som heter Anselmo och som kallas för "Grodansiktet". Båda hatar Giorgio lika mycket. Mäster har också en sjuk dotter som heter Angeletta och ibland tror Giorgio att hon är en riktig ängel. Hon hjälper honom att få mat på kvällarna så att han slipper vara hungrig. När han har jobbat hemma hos dem ett tag träffar han sin gamle kompis Alfredo. Giorgio blir vän med andra sotarpojkar och blir accepterad i "Svartbrödernas" gemenskap. Tillsammans försvarar de sig mot attackerna från en grupp milanesiska pojkar, "Vargarna".
Giorgios vän Alfredo dör av lungtuberkulos i Milano . Vid begravningen försonas de två grupperna. De rymmer till en snäll doktor som hjälper dem att utbilda sig till det de vill bli. Doktorns son Lorenzo och Giorgio blir vänner och bestämmer sig för att rädda den döde Alfredos syster Bianca, som bor hos en snäll bonde. Efter mycket om och men följer hon med Giorgio. När Giorgio och Lorenzo har räddat Bianca blir hon kär i Giorgio och när Giorgio är färdigutbildad så gifter de sig och sedan så åker de hem till Giorgios hemstad Sonogno. Där blir hans familj överlyckliga över att han lever och där startar han och Bianca den första skolan i byns historia.

## Bakgrund
Idén till boken fick Lisa Tetzner från ett gammalt dokument hon fann i Statsbiblioteket där det stod om ”små schweiziska slavar”. Med detta dokument som grund skrev hon sedan sin berättelse.

## Filmatisering
Romanen filmatiserades 2014 i regi av den schweiziske regissören Xavier Koller och med Fynn Henkel som Giorgio och Moritz Bleibtreu som ”Mannen med ärret”. Romanen adapterades även på 1995 som ロミオの青い空, Romio no aoi sora (Romeos Blå Skyar). 